# Čerkesk
Čerkesk (kabardsko-čerkesky Шэрджэс къалэ, rusky Черке́сск) je hlavní město Karačajsko-Čerkeska. Leží na severním Kavkazu, na pravém břehu Kubáně pouhých 20 kilometrů od hranice Stavropolského kraje. Žije zde přibližně 123 tisíc obyvatel (Rusové, Čerkesové, Karačajové).

## Historie
Město bylo založeno v roce 1804 jako vojenské upevnění u Kubanské hraniční čáry, kde v roce 1790 ruské vojsko pod velením generála Germana rozbila tureckou armádu velkou asi 40 000 vojáků (pod velením Batal Paši).
Na podzim roku 1825 bylo založené kozácké osídlení Batalpašinskoje — velmi vzácný případ v historii, kdy obec byla pojmenována na počest poraženého a ne vítěze.
V roce 1931 obec získala status města, jehož jméno nově znělo Batalpašinsk.
V roce 1934 město bylo přejmenováno na Sulimov dle příjmení předsedy národního komisariátu Sovětského svazu. V roce 1937 byl Sulimov zatčen a popraven. Město zase změnilo jméno, tentokrát na Ježovo-Čerkesk, dle příjmení národního komisaře vnitra N. I. Ježova. V roce 1939 poté co i Ježov byl zatčen, město si nechalo jenom druhou část předchozího názvu a začalo se jmenovat Čerkessk.
Od roku 1991 je Čerkesk hlavním městem Karačajsko-Čerkeska.

## Ekonomika
- chemický průmysl
- chladírenské strojírenství
- výroba pryžového zboží
- nízkonapěťové agregáty
- výroba cementu

## Doprava
- železniční stanice na slepé trati Nevinomysskaja - Usť-Džeguta.
- začátek "Vojensko-Suchumské silnice", cesty postavené v letech 1828–1878.
- městská doprava: trolejbusy, autobusy, mikrobusy, taxi.

## Partnerská města
- Vladikavkaz, Rusko (1993)
- Něvinnomyssk, Rusko (2018)
- Cchinvali, Jižní Osetie (2022)